# Ligier JS27
La Ligier JS27 è una monoposto di Formula 1, costruita dalla scuderia francese Ligier per partecipare al Campionato mondiale di Formula 1 1986. Fu progettata da Michel Tétu e Michel Beaujon.